# Hemp Body Car
La Hemp Body Car ou Soybean Car (voiture avec la structure de chanvre ou voiture de soja) est un prototype de voiture conçu par Henry Ford entièrement réalisé en un matériau plastique obtenu à partir des graines de soja et de chanvre, et alimenté par de l'éthanol de chanvre (le carburant était affiné à partir des graines de la plante),. C'était la première voiture construite entièrement en plastique de chanvre, plus léger mais aussi plus résistant que la carrosserie normale.